# Hilberath
Hilberath ist eine Ortschaft im Ahrgebirge, heute ein Stadtteil von Rheinbach im Rhein-Sieg-Kreis (Nordrhein-Westfalen). Bis 1969 war Hilberath eine selbständige Gemeinde. Mit der kommunalen Neuordnung wurde Hilberath einer von neun Ortsteilen und ist mit über 352 Metern ü. NN die zweithöchstgelegene Ortschaft der Stadt Rheinbach.

## Geographie
Der Ort liegt rund 8,5 km südlich der Kernstadt auf den Höhen der Voreifel im Ahrgebirge unmittelbar an der Landesgrenze zu Rheinland-Pfalz. Nachbarorte sind im Südosten Kalenborn mit Zugang zur B 257, im Nordwesten der Rheinbacher Stadtteil Todenfeld, im Südwesten Berg und im Nordosten Gelsdorf mit Zugang zur A 565 und der Meckenheimer Stadtteil Altendorf.
Der Ort ist landwirtschaftlich strukturiert und zudem Wohnort für Pendler nach Rheinbach, Meckenheim und in die Kölner Bucht.
Am Ortsrand befindet sich der Parkplatz für Wanderer mit dem Infoschild „Das Tor zur Eifel“.

## Geschichte
Zum ersten Mal erwähnt wird Hilberath für die Zeit um 1274 im ältesten Pfarrverzeichnis der Erzdiözese Köln, im Liber valoris. Das Patrozinium der Kirche Sankt Martin lässt aber eine frühere Entstehungszeit vermuten. Der Name Hilberath wird als „Rodung des Hilbo“ gedeutet. Als Kern des Dorfes ist noch in der Neuzeit das „Hagengut“ zu erkennen. Dieser Hof ist später als Lehen vergeben worden. Im „Amt Tomburg“ bildete Hilberath mit der Ortschaft Todenfeld und dem adligen „Hof Pfaffenhols“ ein eigenes Gericht. Als Inhaber der Dorfherrschaft Hilberath stand den Tomburgern ein „Maihammel“ und von jedem Einwohner, der Ziegen hielt, ein „Maibock“ zu. Darüber hinaus bekamen die Herren zu Tomburg von jeder Rodung einen sogenannten Fahrheller unter Androhung einer Buße von fünf Mark. Bis ca. 1800 war Hilberath im Besitz des Herzogs von Jülich und der „Herren von Dalwigk“.

Seit dem 19. Jahrhundert bildete Hilberath eine eigene Gemeinde. 1811/1812 bauten die Gemeinden Hilberath und Todenfeld gemeinsam ein neues Schulhaus.

In der Mitte des 19. Jahrhunderts kam es zu einem Anstieg der Einwohnerzahl, die 1852 mit 237 Bürgern einen Höhepunkt erreichte, danach jedoch wieder rückläufig wurde. So zählte die die Ortschaft im Jahre 1902 178 Menschen.  Bis 1939 stieg die Einwohnerzahl auf 202. Auch nach dem Zweiten Weltkrieg setzte sich das Bevölkerungswachstum fort. So gab es in Hilberath 1946 236 und 1969 im Jahr der kommunalen Neugliederung 305 Einwohner.
Hilberath wurde am 1. August 1969 in die Stadt Rheinbach eingegliedert.

### Geschichte der Pfarrkirche
Die Kirchengeschichte in Hilberath geht bis ins 11. Jahrhundert zurück. Die seit 1050 bestehende, zu klein gewordene Steinkirche, wurde 1701 abgebrochen und an gleicher Stelle die neue Pfarrkirche errichtet. In zweijähriger Bauzeit waren Kirchenbau mit Kostenaufwand von 420 Reichstalern und Innenausstattung zu 420 Reichstalern abgeschlossen. Damit zählt die barocke Pfarrkirche Sankt Martin zu Hilberath heute, mit mehr als 300 Jahren, zu den ältesten Gotteshäusern der Voreifel.

Nach Aufnahme des regelmäßigen Gottesdienstes im Jahre 1703 erfolgte 1717 die Konsekration durch den Kölner Weihbischof Johan Werner von Veyder.

Der aus Bruchsteinen errichtete viereckige Glockenturm erhebt sich an der Westseite des Kirchenschiffs. Lediglich die kleinste Glocke des Dreigeläuts wurde neu angeschafft. Der mit einer Balkendecke nach oben geschlossene Turm-Eingangsbereich enthält eine kleine Taufkapelle. Das Taufbecken aus schwarzem Marmor, mit Messingabdeckung, vervollständigt die durchweg barocke Kirchen-Innenausstattung. Das Langhaus ist ein schlichter Bruchsteinbau mit drei rundbogigen Fensteröffnungen. Dahinter liegen Langchor mit Apsis und daran anschließend die Sakristei, die aus dem Jahre 1899 stammt. In die mit Schnitzereien verzierte – marmorisierte Fassung des Hochaltars ist das Abbild des auferstehenden Christus eingelassen. Beiderseitig, erhöht zu den Seitentüren des Hochaltars, stehen die Figuren des Hl. Michael und des Hl. Martin (vermutlich auch Nikolaus). Über den linken Seitenaltar ist das Bild Marias als Immaculata. Über dem rechten Seitenaltar befinden sich Abbildungen des Hl. Hubertus, des Hl. Rochus und ein Stifterporträt. Außerdem zieren das Kirchenschiff ein seltenes Bild des Hl. Wilhelm (1610), der Hl. Familie (1780) und der Mutter Gottes von der immerwährenden Hilfe. Selbiges wurde von Papst Pius X. in Rom gesegnet und 1905 der Pfarrgemeinde Hilberath übereignet. Auf der Westempore befindet sich die vermutlich vom Niederrhein stammende Schleifladenorgel, deren Ursprung bis ins 17. Jahrhundert zurückgeht. Dies seltene Juwel ist wahrscheinlich die älteste spielbare Orgel im Rheinland. Die Pfarrkirche zu Hilberath bildet seit ihrem Bestehen den Gemeinde-Mittelpunkt und gilt als historische Sehenswürdigkeit.

### Entwicklung der Einwohnerzahl
Im Jahre 1816 lebten in Hilberath 175 Einwohner in 40 Häusern. Bis 1952 ist ein deutlicher Anstieg der Bevölkerung zu erkennen.

Einwohnerzahl ab 2019, gesamt mit Haupt- und Nebenwohnung.
| Jahr | Einwohner | Delta |
| ---- | --------- | ----- |
| 1816 | 175 1     |       |
| 1852 | 237       | 62    |
| 1902 | 178       | −59   |
| 1939 | 202       | 24    |
| 1946 | 236       | 34    |

| Jahr | Einwohner | Delta |
| ---- | --------- | ----- |
| 1969 | 305       | 69    |
| 1998 | 422       | 117   |
| 20.. |           |       |
| 2019 | 406       |       |
| 2020 | 405       | −1    |

| Jahr | Einwohner | Delta |
| ---- | --------- | ----- |
| 2021 | 405       |       |
| 2022 | 399       | −6    |
| 2023 | 404       | 5     |
| 2024 | 389 2     | −15   |
| 2025 |           |       |

## Sport- und Freizeiteinrichtungen

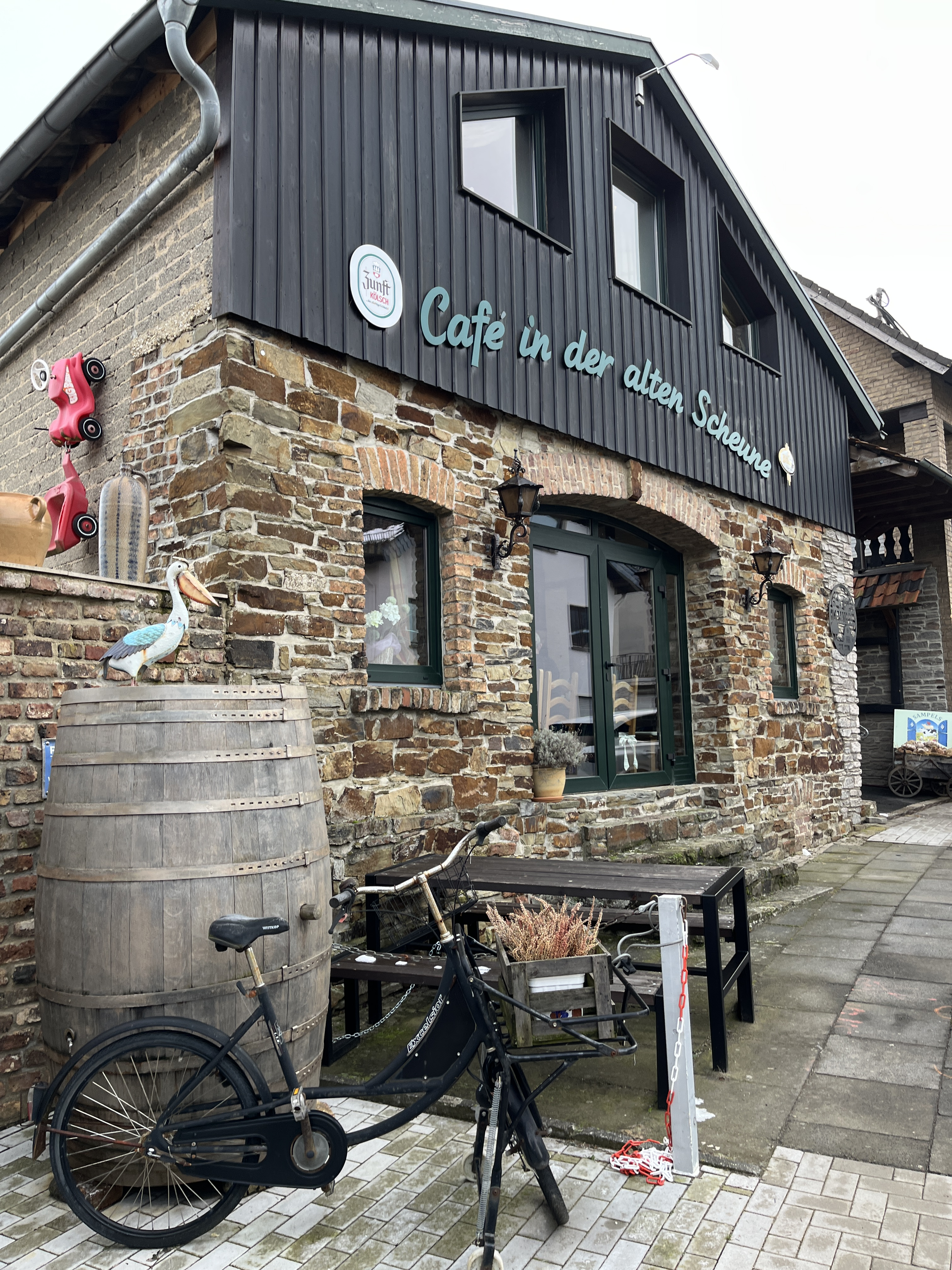
Café in der alten Scheune, Stand 2025

Bolzplatz
- Eidbusch: Träger Stadt Rheinbach

Kinderspielplatz
- Eidbusch: Träger Stadt Rheinbach

Mehrzweckhalle
- Kirchweg 2: Träger Stadt Rheinbach

## Ortsvorsteher
Nachstehende Ortsvorsteher wurden nach der kommunalen Neugliederung vom 1. August 1969 gewählt und ernannt:
- Johan Mahlberg (1970–1978), zuvor Bürgermeister
- Clemens Axer (1978–1994)
- Luise Bodenbach (1995–2004)
- Hendrik Tenoth (2004–2007)
- Richard Tenoth (2007–2020)
- Erich Mosblech (seit 2. Nov. 2020–...)[6]

AnmerkungOrtsvorsteher verblieben nach der Wahl jeweils kommissarisch im Amt, bis zur Ernennung der Nachfolger.

## Bildergalerie

Bildergalerie Hilberath
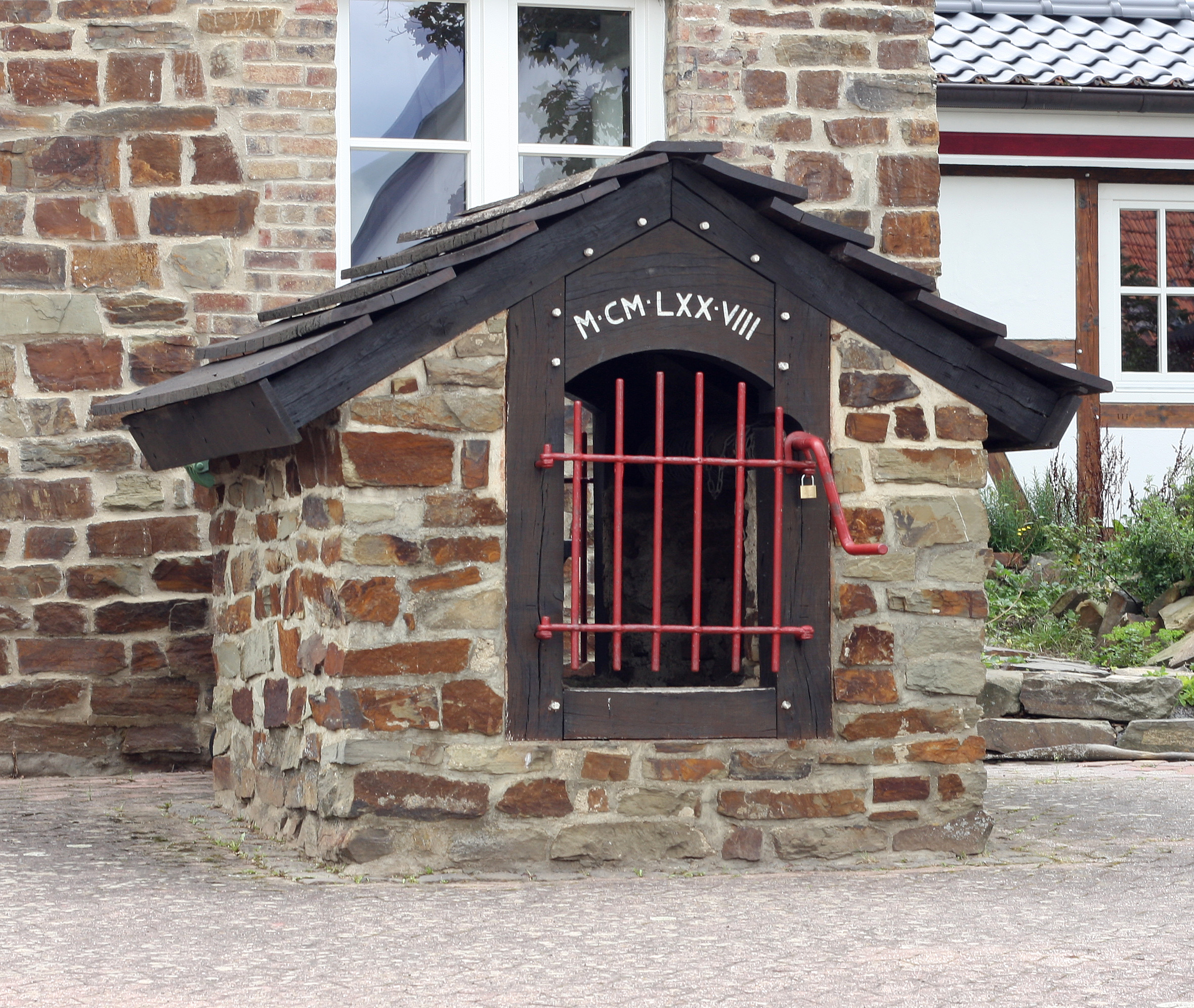
Brunnen
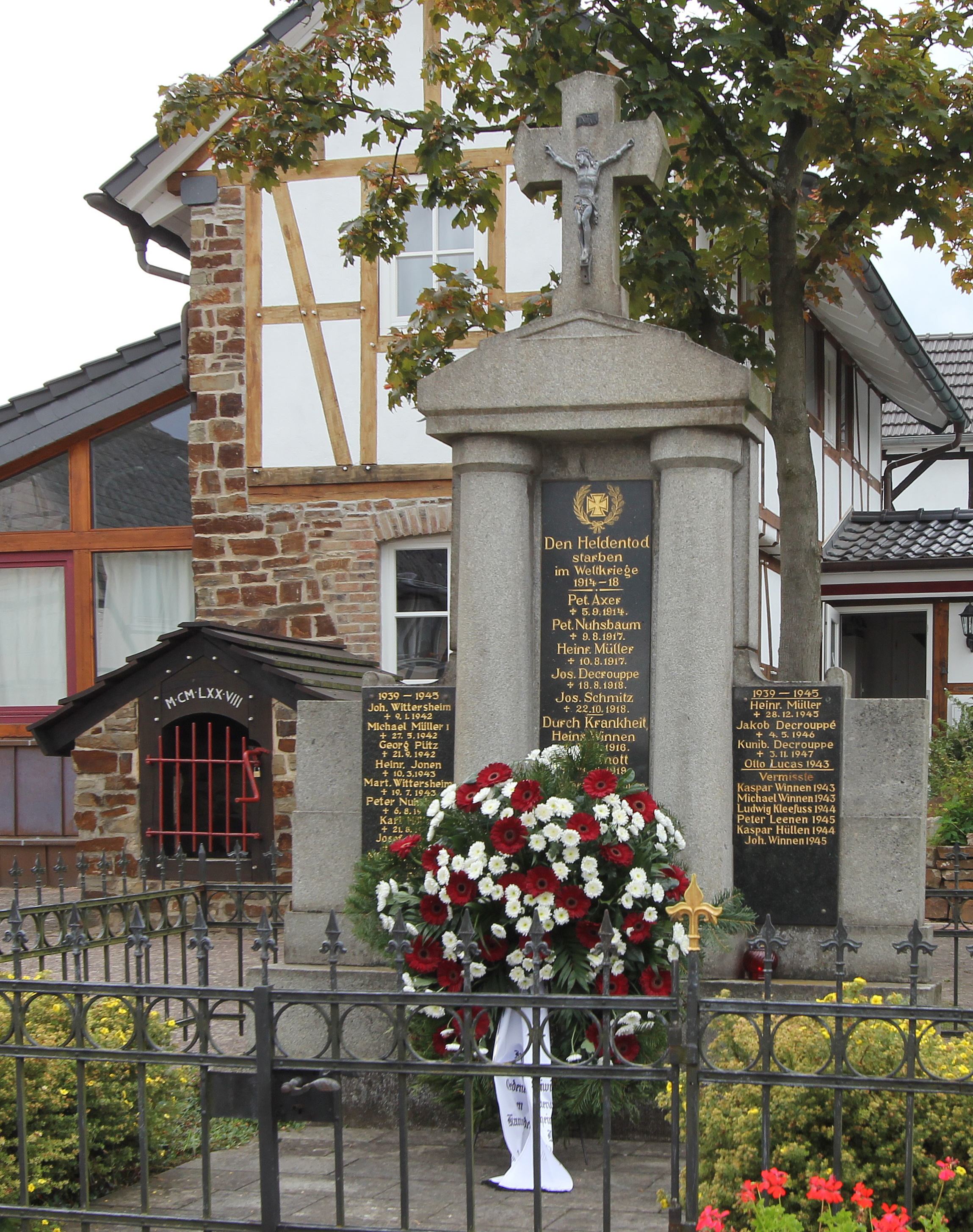
Kriegerdenkmal
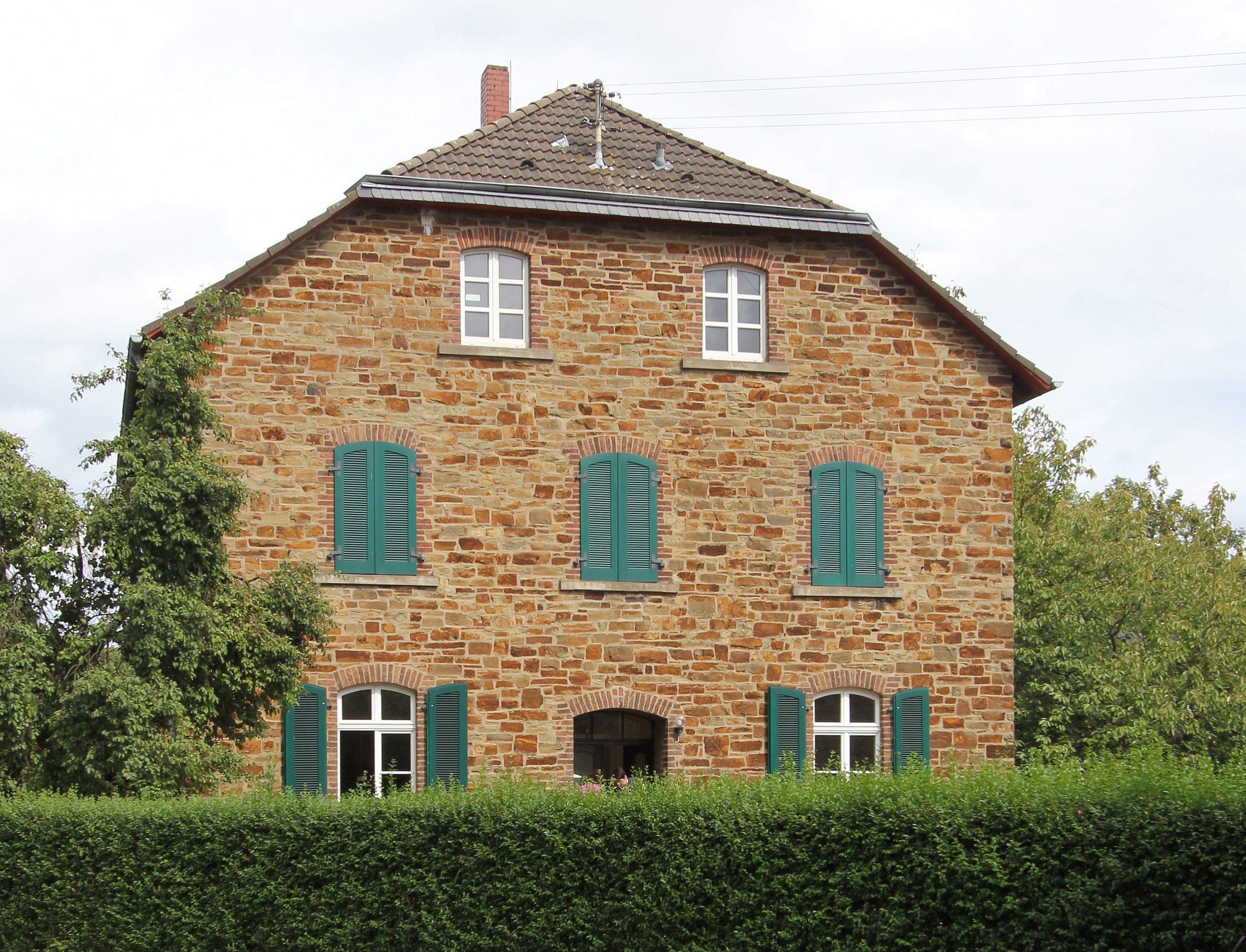
Pfarrhaus
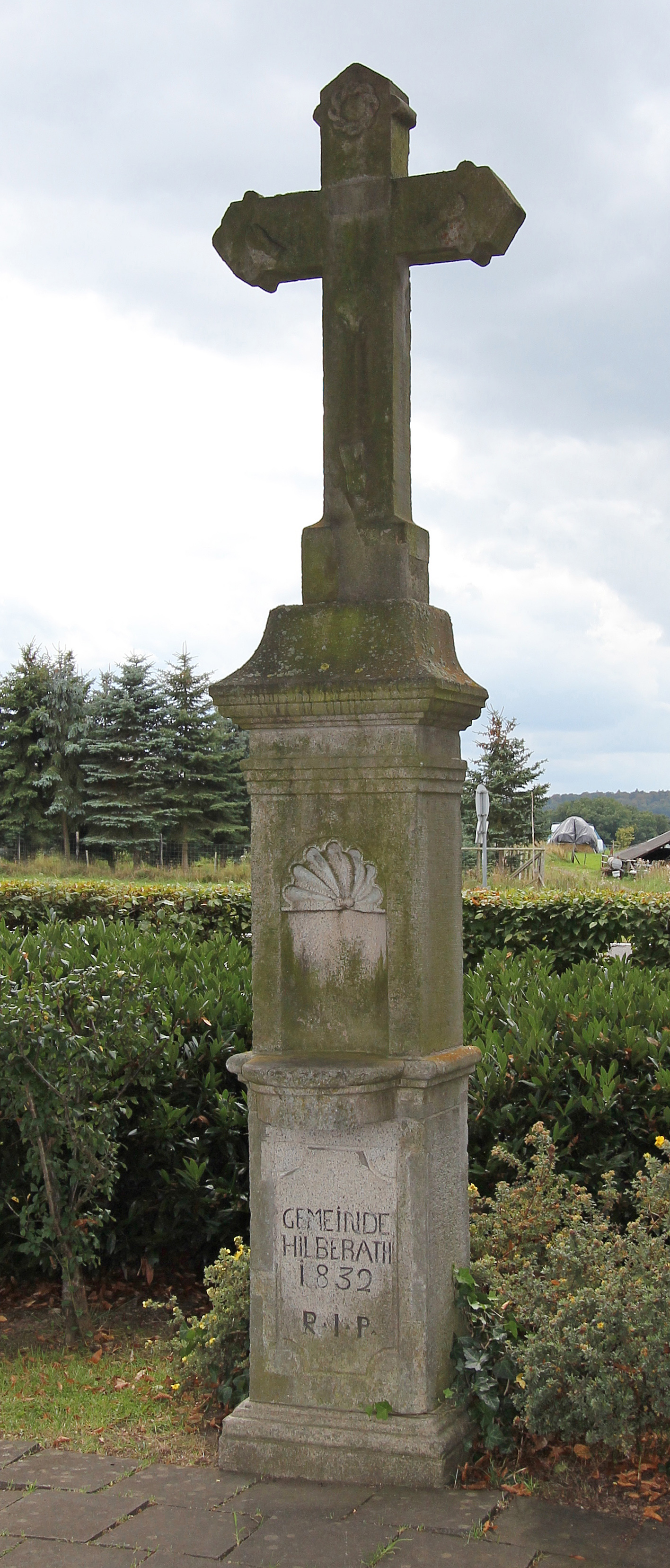
Wegekreuz, Brunnenstraße
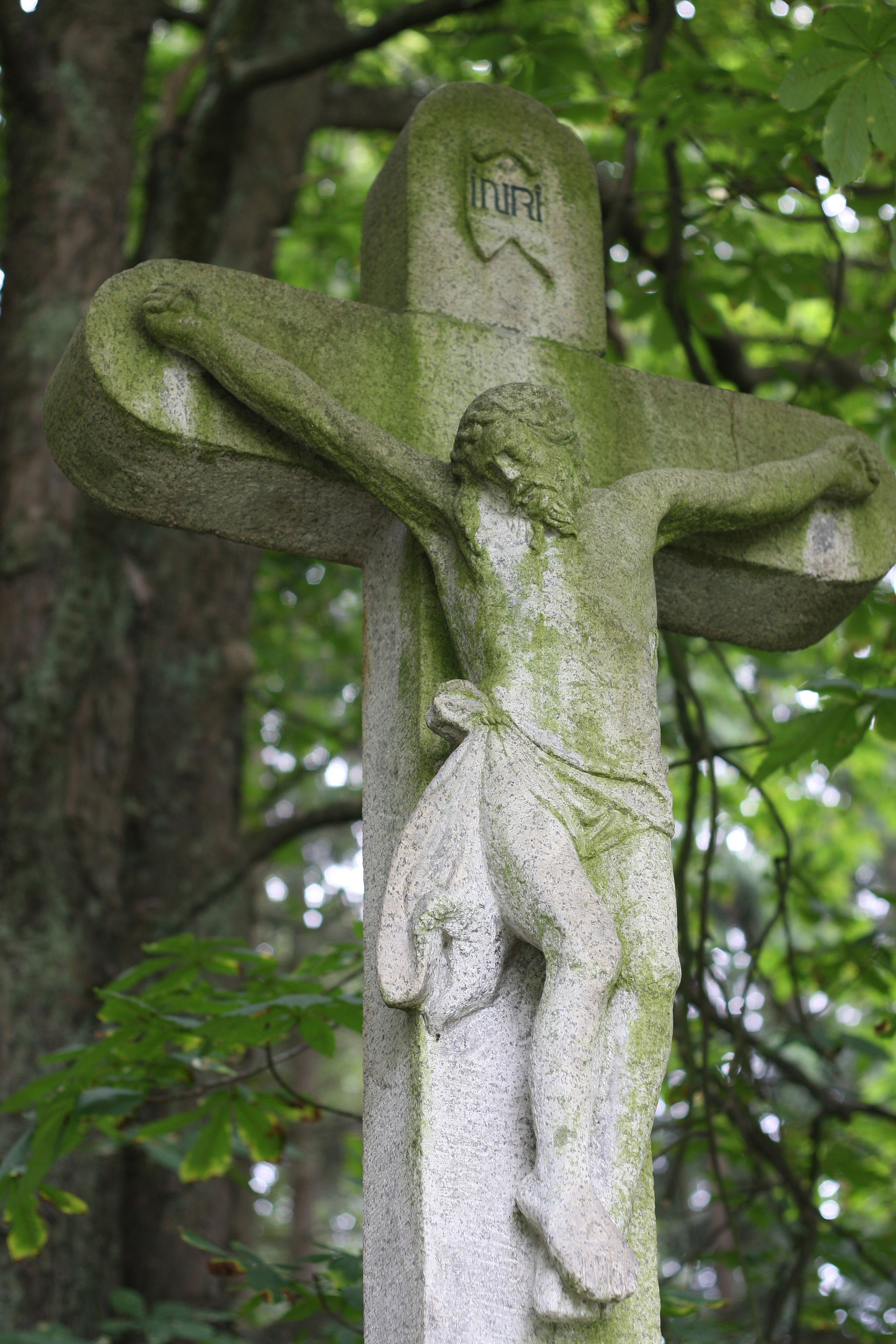
Wegekreuz, L492 Waldrand
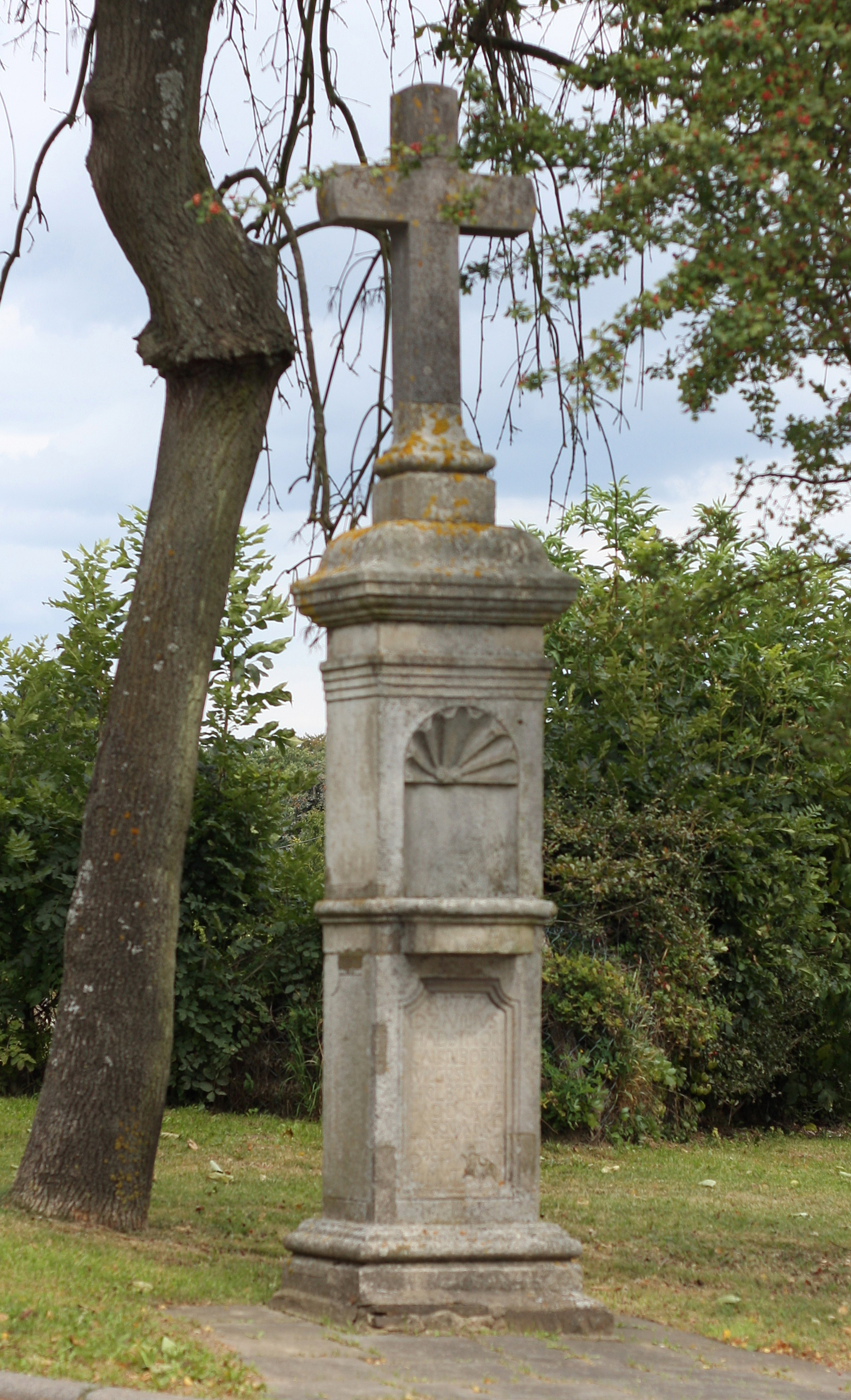
Wegekreuz, Nierenfeld-Dorfstraße